# Cynometra glomerulata
Cynometra glomerulata är en ärtväxtart som beskrevs av François Gagnepain. Cynometra glomerulata ingår i släktet Cynometra, och familjen ärtväxter. Inga underarter finns listade i Catalogue of Life.